# Augusto Bracet
Augusto Bracet (Rio de Janeiro, 14 août 1881 - Rio de Janeiro, 1960) est un peintre, dessinateur et professeur brésilien.

## Biographie
Il est diplômé de l'École Nationale des Beaux-Arts (ENBA). Il est un disciple des peintres Zeferino da Costa, Daniel Bérard, Rodolpho Amoêdo et Baptista da Costa.
En 1911, il remporte le prix de voyage à l'étranger et s'installe en Italie et en France, étudiant avec Morelli et Louis Billoul .
Il est directeur intérimaire de l'école entre 1938 et 1945 et directeur effectif de 1945 à 1948 .